# Río Piloña
El río Piloña, también llamado río Grande, es un río del norte de España que discurre por la zona centro-oriental del Principado de Asturias. Es el principal afluente del río Sella.

## Curso
Nace en la parroquia naveta de Ceceda, de la confluencia de los ríos Pra y Viao a 201 metros sobre el nivel del mar y atraviesa los concejos de Nava, Piloña y Parres, donde finalmente desemboca en el río Sella en Arriondas.
Afluentes del Piloña son: el río Punegru, el río Mon, el río de la Cueva, el Espinaréu, el Valle, el río Borines, el río Tendi, el río Color, el arroyo de Beleño que desemboca en la localidad de Arobes y el río Mampodre que desemboca en la localidad de Ozanes, o el Sardea que desemboca entre Sorribas y Soto de Dueñas, y que proviene de la Sierra del Sueve.
Todos los años en abril se celebra en sus aguas el "Descenso de Piraguas del Río Piloña", teniendo lugar la salida en la localidad de Infiesto.